# Ambystoma granulosum
Ambystoma granulosum és una espècie d'amfibi de la família dels ambistomàtids.
Viu en aiguamolls d'aigua dolça i estanys a 3.000 m d'altitud.
Es troba a Mèxic: nord-oest de Toluca.
Es troba amenaçat per la pèrdua del seu hàbitat natural.